# Anne Juul Christophersen
Anne Juul Christophersen (født i Halling Sogn 2. oktober 1972) er en dansk billedkunstner.
Christophersen er født i 1972. Hun stammer fra Djursland og gik på Jelling Seminarium, hvor hun uddannede sig til lærer med billedkunst som linjefag. Efter uddannelsen flyttede hun sammen med sin mand til Randerup ved Skærbæk i Sønderjylland, hvor hun arbejdede som lærer i fem år på Ballum skole. Hun malede ved siden af og valgte i 2006 at blive fuldtidskunstner. Hun har bl.a. været tilknyttet galleriet Brænderigården i Horsens, Gallerie Rasmus i Odense og Galerie Wolfsen i Aalborg. Gallerie Rasmus udgav i 2011 i forbindelse med hendes første udstilling i galleriet bogen In the Eyes of the Beholder om Juul Christophersen og hendes kunst med tekster af bl.a. Ole Lindboe og Trine Ross.
Christophersen har udstillet en række steder i Danmark og udlandet.